# 365日のラブストーリー。
『365日のラブストーリー。』（さんびゃくろくじゅうごにちの-）は、Sonar Pocketの通算9枚目のシングル。2011年10月19日に徳間ジャパンコミュニケーションズよりリリースされた。

## 概要
前作より6ヶ月ぶりとなるシングル。表題曲の「365日のラブストーリー。」はテレビ朝日系『お願い!ランキング』のエンディングテーマに使用。
「1年間」をテーマにしたラブソング。TBS系「カミスン!」（2011年10月10日放送）、テレビ朝日系「ミュージックステーション」（2011年10月28日放送）で演奏。MTV Video Music Awards Japan 2012において、「最優秀カラオケソング賞」を受賞。

## タイアップ
- 日本テレビ系「音龍門」特選アーティスト#001
- 全国音楽情報TV「MUSIC B.B.」10月度オープニングテーマ
- メ〜テレ「キングコングのあるコトないコト」11月度エンディングテーマ
- 「MUSIC FOCUS」11月度オープニングテーマ
- テレビ朝日系「お願い!ランキング」10月度エンディングテーマソング

## チャート成績
- 2011年10月19日付のオリコン週間ランキングでは週間13位にランクインした。

- 2011年9月28日に先行配信された着うた(R)、及び2011年10月5日に配信された着うたフル(R)でどちらも初登場1位を獲得[7]。

## 収録曲
1. 365日のラブストーリー。
2. ゴメンね…。～お前との約束～
3. 365日のラブストーリー。(instrumental)
4. ゴメンね…。～お前との約束～(instrumental)